# Organització de la Cooperació Islàmica
L'Organització de la Cooperació Islàmica, OCI (àrab: منظمة التعاون الإسلامي, Munaẓẓamat at-Taʿāwun al-islāmī; francès: Organisation de la Coopération Islamique; anglès: Organisation of Islamic Cooperation), anomenada fins al 2011 Organització de la Conferència Islàmica, és un organisme internacional que agrupa estats de confessió musulmana. Va ser creada el 1969 durant la Conferència de Rabat i formalitzada dos anys després. La seva seu està a Jedda (Aràbia Saudita). Va adoptar la seva carta el març de 1972.

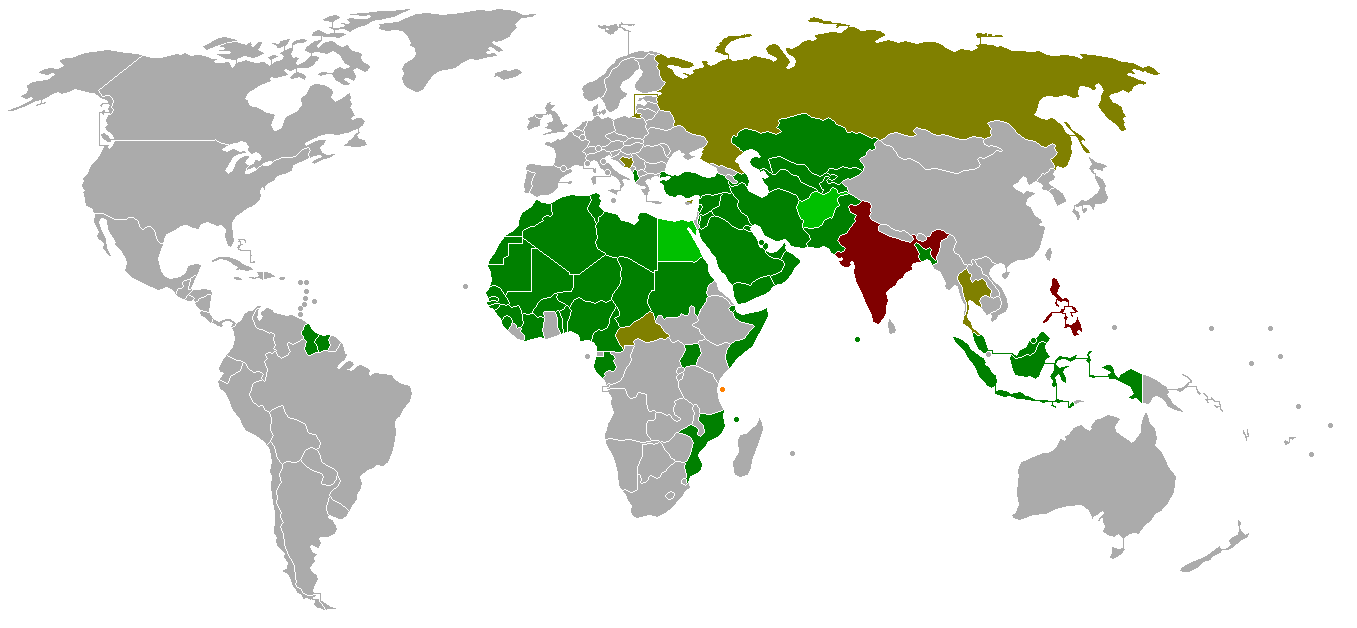
Membres de l'OCI

Compta amb 57 estats membres, inclosa la representació de Palestina a través de la seva Autoritat Nacional. Les seves accions se circumscriuen a l'activitat de col·laboració entre els seus membres, sobretot en la lluita contra l'imperialisme i el neocolonialisme i a favor de l'emancipació de Palestina.
Al llarg de la seva història ha organitzat diversos congressos que han contribuït fortament al seu desenvolupament: Lahore (1974), la Meca (1981), Casablanca (1984), Kuwait (1987) i Dakar (1991). Tanmateix, la repercussió d'aquests congressos és menor que els organitzats per la Lliga Àrab.

## Estructura interna
- Cimera de Caps d'Estat: Dirigeix l'organització mitjançant reunions periòdiques cada tres anys.
- Conferència de Ministres d'Afers exteriors: Es reuneixen en sessions ordinàries anuals i s'encarrega de l'aplicació de les polítiques per al desenvolupament de l'organisme.
- Secretaria General: Organisme executiu escollit per mandat de quatre anys i auxiliat per quatre adjunts.

## Agències especialitzades
- Centre d'Investigació i Formació Estadística, Econòmica i Social
- Agència de Premsa Internacional Islàmica
- Banc Islàmic de Desenvolupament

## Secretaris generals
1. Tunku Abdul Rahman (Malàisia): (1971-1973)
2. Hassan Al-Touhami (Egipte): (1974-1975)
3. Amadou Karim Gaye (Senegal): (1975-1979)
4. Habib Chatty (Tunísia): (1979-1984)
5. Syed Sharifuddin Pirzada (Pakistan): (1985-1988)
6. Hamid Algabid (Níger): (1989-1996)
7. Azeddine Laraki (Marroc): (1997-2000)
8. Abdelouahed Belkeziz (Marroc): (2001-2004)
9. Ekmeleddin Ihsanoglu (Turquia): (2005- actual)

## Països membres
Llista dels 57 estats membres:
| - Afganistan - Albània - Aràbia Saudita - Algèria - Azerbaidjan - Bahrein - Bangladesh - Benín - Brunei - Burkina Faso - Camerun - Comores - Costa d'Ivori - Djibouti - Egipte - Emirats Àrabs Units - Gabon - Gàmbia - Guinea | - Guinea Bissau - Guyana - Iemen - Indonèsia - Iraq - Iran - Jordània - Kazakhstan - Kirguizstan - Kuwait - Líban - Líbia - Malàisia - Malawi - Maldives - Mali - Marroc - Moçambic - Níger | - Nigèria - Oman - Pakistan - Palestina - Qatar - Senegal - Sierra Leona - Síria - Somàlia - Sudan - Surinam - Tadjikistan - Togo - Tunísia - Turkmenistan - Turquia - Txad - Uganda - Uzbekistan |